# خیال نجف‌اف
خیال نجف‌اف (ترکی آذربایجانی: Xəyal Nazim oğlu Nəcəfov؛ زادهٔ ۱۹ دسامبر ۱۹۹۷) بازیکن فوتبال اهل جمهوری آذربایجان است.
از باشگاه‌هایی که در آن بازی کرده‌است می‌توان به باشگاه فوتبال سومقاییت اشاره کرد.
وی همچنین در تیم‌های ملی فوتبال تیم ملی فوتبال زیر ۱۷ سال جمهوری آذربایجان، زیر ۲۱ سال جمهوری آذربایجان، و جمهوری آذربایجان بازی کرده‌است.